# Espejismo ecológico
En biología de la conservación, se conoce como espejismo ecológico a un concepto en el cual se plantea que la imagen que construimos sobre lo que vemos, consideramos y apreciamos como un paisaje histórico, científico y socialmente nativo, original o prístino, podría llegar a ser solo una imagen ilusoria o distorsionada de la realidad, al poder estar ese patrimonio ya reconfigurado, críptica e inadvertidamente, por especies exóticas, a las que tomamos tradicionalmente por nativas. Los numerosos ejemplos de desenmascaramiento de estas falsas nativas —que incluyen desde paisajes profundamente asociados con la cultura y la historia de una región hasta casos de especies emblemáticas— obligan a replantear tanto categorías de protección asignadas a ecosistemas o taxones como la dirección que deben tomar los esfuerzos de conservación y de restauración de paisajes.

## Generalidades
Los espejismos ecológicos son fruto de un evento histórico en el cual una especie exótica se introduce en una región determinada, y que luego se interpreta durante largo tiempo —a veces durante siglos— como de condición nativa, por lo que, calladamente, puede provocar cambios radicales e inesperados en la evolución de los ecosistemas afectados. Estos eventos presentan múltiples orígenes, destacando las actividades de las primitivas etnias originarias, así como el transporte marítimo, desde el comercio de esclavos como el de mercaderías. En el pasado, el lastrado de las embarcaciones se realizaba con materiales sólidos, como pedregullo y otros elementos recogidos en las costas; con ellos viajaban semillas, fragmentos de plantas y hasta pequeños animales que, semanas después, eran volcados en lejanos destinos, donde, si encontraban un ambiente adecuado, prosperaban y se dispersaban.
Los investigadores que sospechan de estar frente a un espejismo ecológico, dada las implicancias posteriores que ello conllevaría, deben poder alcanzar la plena certeza, por lo que es menester analizar en profundidad cada caso, dando cuenta para ello de múltiples herramientas para poder acumular una amplia evidencia contrastable. La biología molecular brinda una gran ayuda para detectar estos hechos, ya que permite dilucidar la antigüedad de una población en una región geográfica determinada, así como sus vinculaciones con otras poblaciones distantes. También se aplica el análisis de muestras de colecciones científicas depositadas en museos, aunque puede darse el caso de descripciones originales que se realizaron mediante colectas ya fuera de las distribuciones naturales. El investigador también suele sondear material histórico, como las bitácoras, diarios de viajeros e informes de excursiones.
Las comprobaciones de estos eventos cambian radicalmente la forma en que se perciben los taxones y sus ecosistemas implicados, con el agravante que estas ilusiones impiden u obstaculizan la capacidad de los investigadores de reconocer los ecosistemas nativos preexistentes y de ver las innumerables transformaciones que subrepticiamente están ocurriendo.
En otra mirada del concepto, también son espejismos ecológicos ciertos ecosistemas que tomados por los prístinos y climáxicos de un lugar, en realidad son el resultado de la intervención antrópica directa. Ejemplos tradicionales ocurren en varias áreas de sabana de bajas latitudes, las que se mantienen sin la presencia arbórea gracias a la continuidad en el tiempo de grandes y pequeños incendios, ciclos que pueden haber comenzado hace milenios por obra de etnias originarias y haberse mantenido hasta nuestros días como parte del manejo pecuario. Por el contrario, ciertas zonas que presentan un determinado tipo de vegetación arbórea dominante, tratada como el resultante climáxico regional, pueden ser el resultado de un excesivo y constante control y combate contra los incendios prolongado en el tiempo, por lo que, determinadas comunidades forestales, avanzan artificialmente sobre los ambientes abiertos, o sobre formaciones de leñosas especialmente adaptadas a este tipo de disturbio modelador del paisaje natural, lo que trae aparejado el desplazamiento o extinción por reemplazo de las especies de esos biotopos afectados.

## Algunos ejemplos

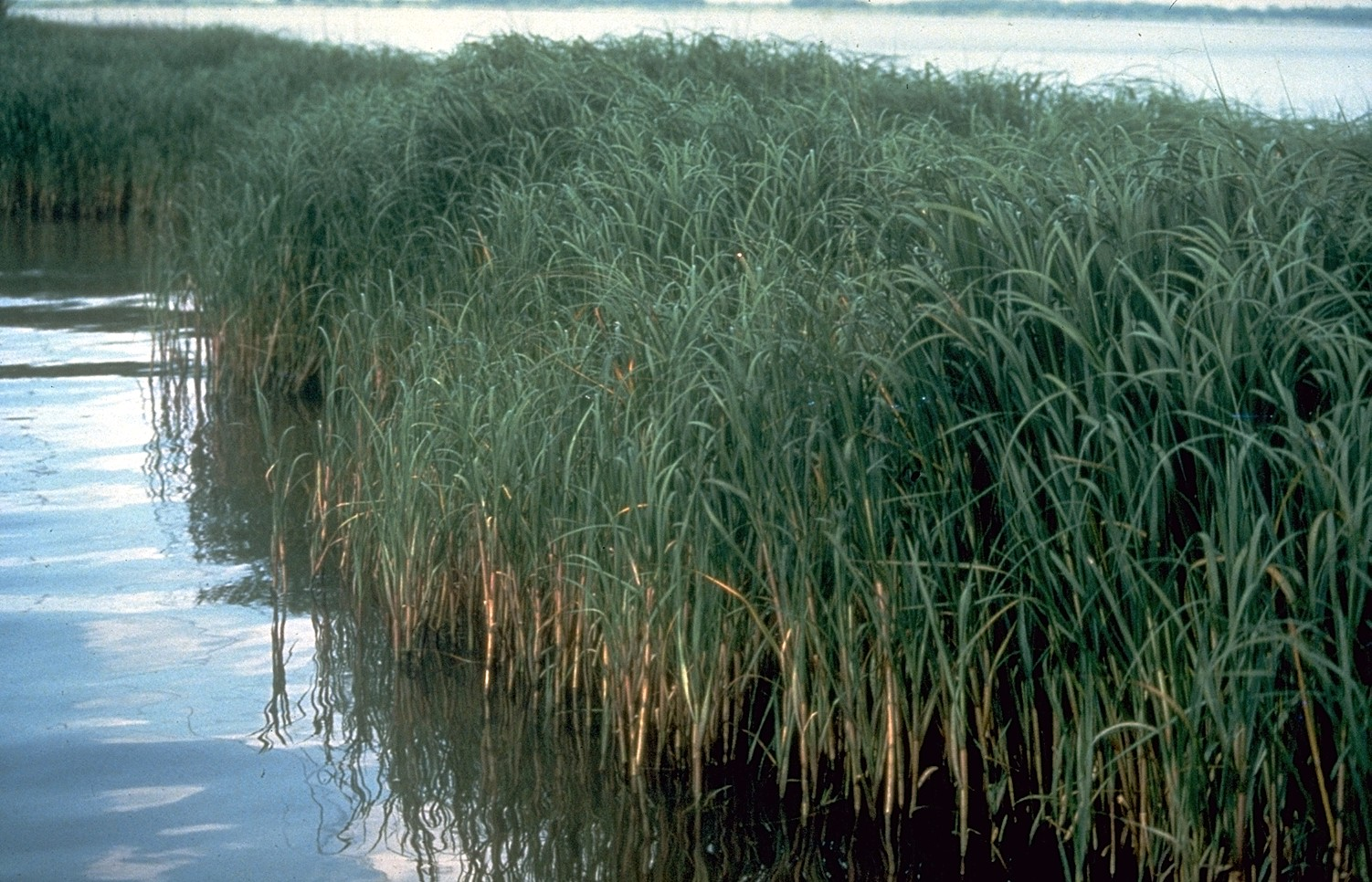
Espartillo del cangrejal (Spartina alterniflora); sus poblaciones sudamericanas constituyeron un “espejismo ecológico”.

Un ejemplo destacado es el caso de Spartina alterniflora, un ingeniero ecológico icónico, abundante en ecosistemas de marismas lodosas en estuarios y costas marinas del litoral atlántico de las Américas. En el año 2015 se descubrió que en realidad era exótica en América del Sur, que había sido introducida por la actividad humana durante el siglo XVIII o principios del XIX, ocupando áreas que originalmente presentaban llanuras de lodo desnudo, generando allí pastizales halófitos, lo que causó y causa vastas alteraciones en la biota local, las que han sido pasadas por alto por los investigadores, desde modificaciones en la presencia, distribución y abundancia de especies de aves, peces, crustáceos, moluscos y otros invertebrados, junto con enormes cambios en el paso de la producción de algas hacia la de detritos, con las cascadas tróficas concomitantes que ello implica.
Un caso análogo es el de Spartina densiflora, que tradicionalmente fue considerada nativa en Chile, desde donde fue descrita por primera vez. 181 años después de su primer registro, se sugirió que en realidad era una especie introducida en dicho país desde la costa atlántica de América del Sur, lo que luego se confirmó mediante estudios moleculares.
Siguiendo en Chile, llamativos fueron los descubrimientos que especies arbóreas que eran dominantes en algunas formaciones vegetales presentes en la región central y centro-norte del país, constituían la expresión clímax y se consideraban indiscutiblemente nativas, en realidad habían llegado al país en un período relativamente reciente, algunos cientos o miles de años antes de la llegada de la colonización española, posiblemente introducidas por los indígenas, intencional o accidentalmente por endocoria, como resultado de múltiples intercambios culturales suprarregionales a través de los Andes, en especial mediante el tráfico de caravanas de llamas durante el Formativo. Estas leñosas eran varias especies de “algarrobos” (Prosopis), sospechándose también el mismo origen trasandino para las poblaciones locales australes del chañar (Geoffroea decorticans), y para el “espino” (Acacia caven), siendo incluso su formación constituyente consecuencia de las acciones antrópicas sobre el original matorral esclerófilo, el verdadero clímax regional.
También esto ocurre en animales, por ejemplo el anfípodo Ptilohyale littoralis fue considerado históricamente como nativo en Europa (en donde se sitúa su localidad típica), sin embargo, se comprobó que en realidad es nativo solo de América del Norte, habiéndose introducido inadvertidamente en Europa antes de ser descripto.